# 双室狐尾藻
双室狐尾藻（学名：Myriophyllum dicoccum）为小二仙草科狐尾藻属下的一个种。產於低海拔湖泊或池塘。

## 扩展阅读
- 維基物種上的相關：双室狐尾藻